# Grenay, Pas-de-Calais

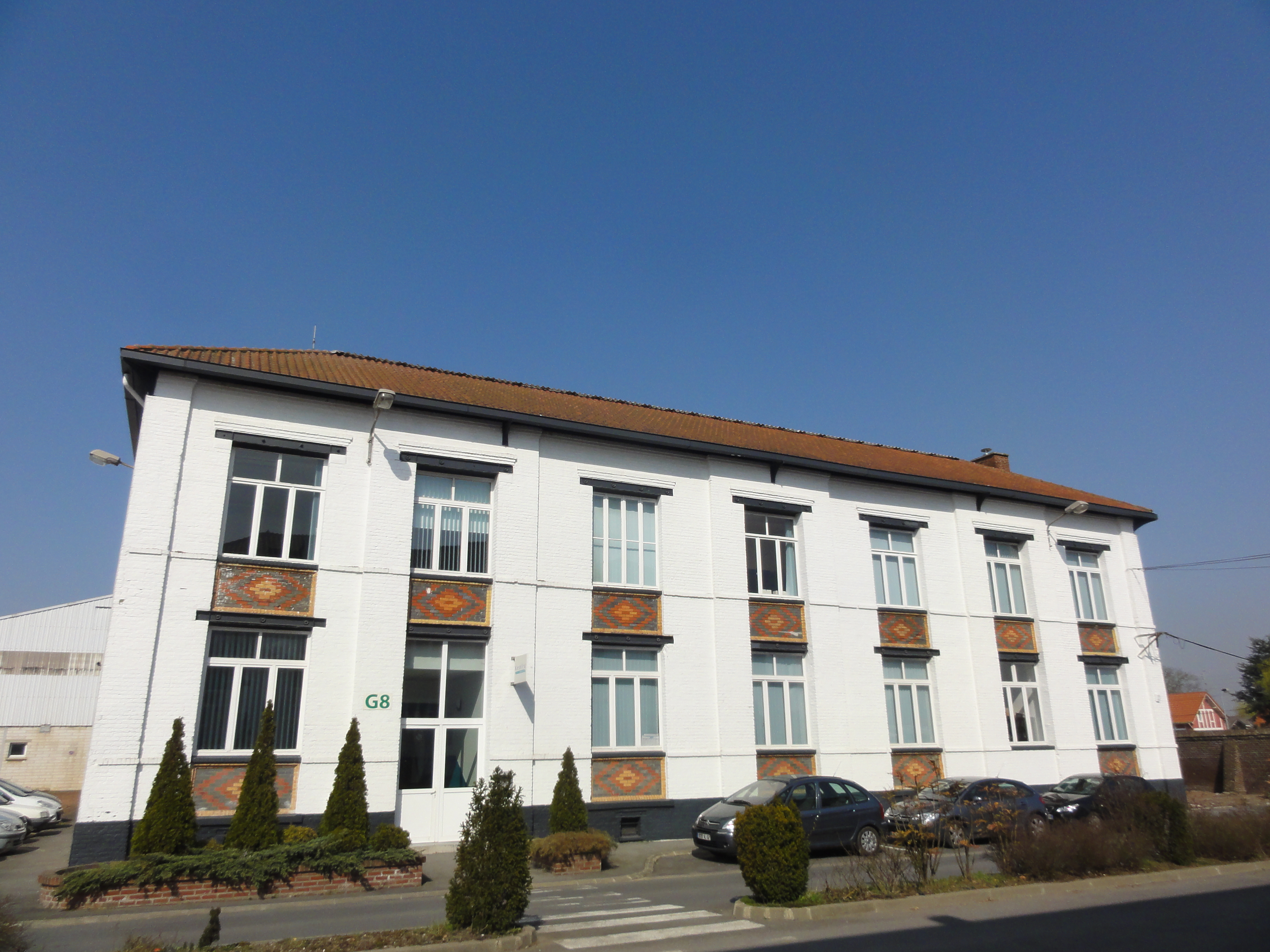

Grenay là một xã của tỉnh Pas-de-Calais, thuộc vùng Hauts-de-France, miền bắc nước Pháp.

## Dân số
| 1962                                                           | 1968 | 1975 | 1982 | 1990 | 1999 | 2004 |
| -------------------------------------------------------------- | ---- | ---- | ---- | ---- | ---- | ---- |
| 7396                                                           | 8063 | 6902 | 5875 | 6213 | 6395 | 6427 |
| Census count starting from 1962: Population without duplicates |      |      |      |      |      |      |

## Twin town
- Ballyshannon, Co. Donegal, Ireland